# Iglesia de San Polo (Salamanca)
La iglesia de San Polo (arcaísmo de San Pablo) fue un templo religioso que en la actualidad se encuentra en ruinas. Estas ruinas actualmente conforman una plaza pública y están parcialmente integradas en un hotel (Hotel San Polo). Se encuentran al suroeste de la ciudad de Salamanca en las cercanías del río Tormes. Estuvo ubicada extramuros, en el denominado barrio de los portogaleses en posición muy cercana a la antigua puerta de San Pablo que en la actualidad está desaparecida. Se construyó en el siglo XII (sin precisar exactamente la fecha). Se procedió a una fuerte restauración de la iglesia en el siglo XVI que mantuvo el culto en su interior hasta el siglo XIX. El abandono del templo se produjo a finales del siglo XIX, inicio de su estado ruinoso. El culto se trasladó al Convento de San Esteban y posteriormente a la iglesia de los Trinitarios, donde permanece como parroquia de San Pablo. A comienzos del siglo XXI se consideran ruinas históricas.

## Historia
La iglesia se construye a comienzos del siglo XII, existiendo debate sobre las fechas exactas. No obstante se fija su construcción y dotación en las primeras décadas del siglo como parroquia de portogaleses. El uso abundante de ladrillo hace ver que quizás fuera construida la iglesia por una población de mozárabes, este material se emplea igualmente en la cercana Iglesia de Santiago del Arrabal. En el año 1529 la iglesia es ampliada por orden del arcediano Francisco Sánchez de Palenzuela y se incorpora una torre. En 1840 ante el estado ruinoso del edificio, la parroquia fue trasladada al Convento de San Esteban, que se encontraba vacío tras la supresión de las órdenes religiosas y la desamortización de Mendizábal. Cuando se restablecieron las órdenes religiosas hubo de abandonar el convento, trasladándose a la iglesia de los Trinitarios, que desde entonces es conocida como Iglesia de San Pablo. En 1984 se realizaron excavaciones arqueológicas, previas a la construcción del polémico hotel que integra parte de las ruinas. Se hicieron planes para que se instalara en ellas una Oficina Turística de Salamanca.

## Características
La fecha de edificación de la iglesia da lugar a discusiones, no obstante el estilo arquitectónico es Románico-Mudéjar. La Iglesia originariamente poseía tres naves. La cabecera de la iglesia tenía tres capillas en su interior; la central, con ábside semicircular. En la actualidad, los restos que se conservan de la iglesia son mínimos. Los ábsides que todavía pueden verse pertenecen a la primera fábrica. En el siglo XIX en uno de los muros se encontraba una treintena estatuas de santos incorporadas sobre ménsulas góticas que finalmente se retiraron.